# Viejo Mundo

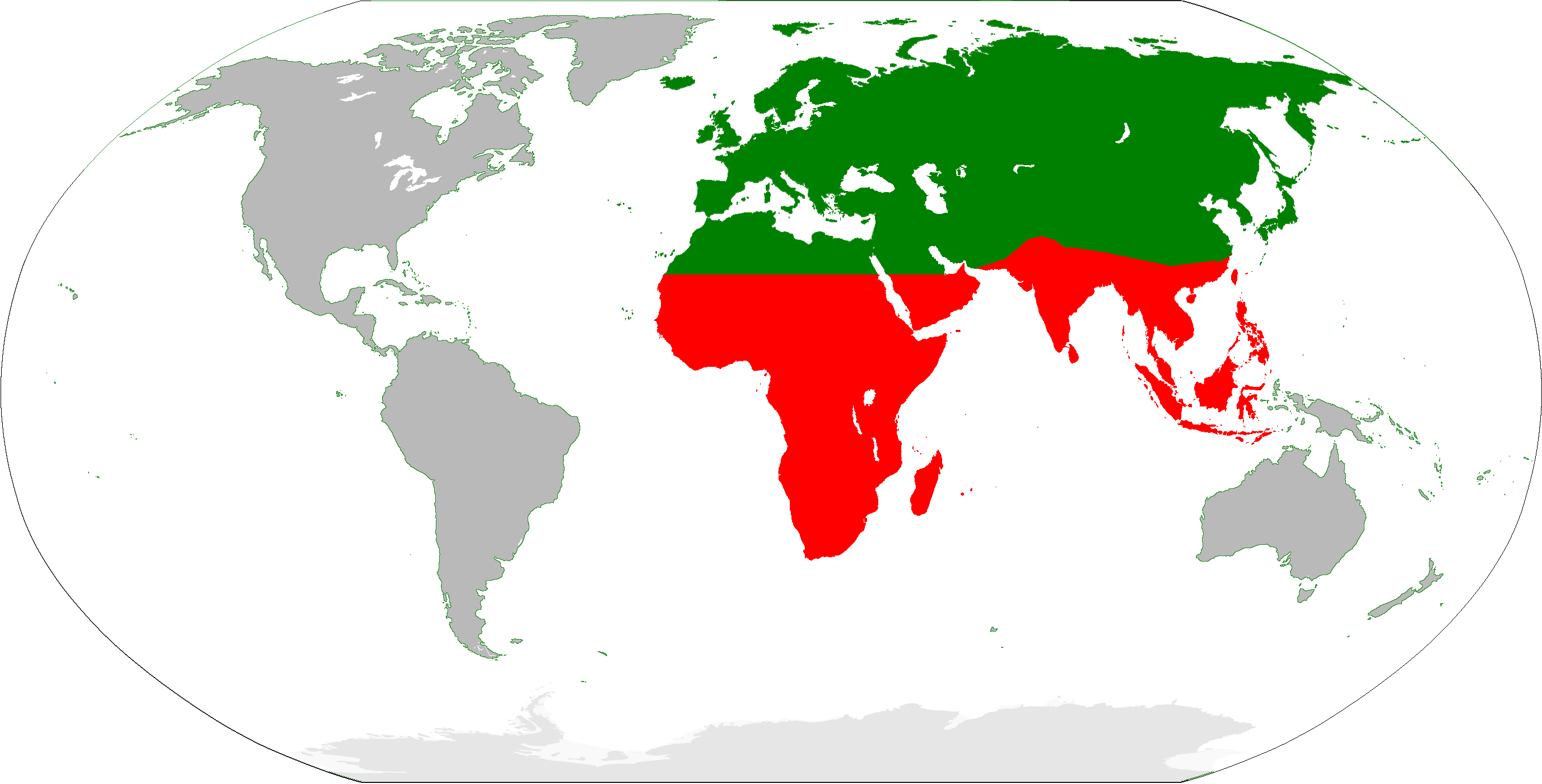
Mapa del Viejo mundo dividido en ecozonas:
Paleártico
Paleotrópico

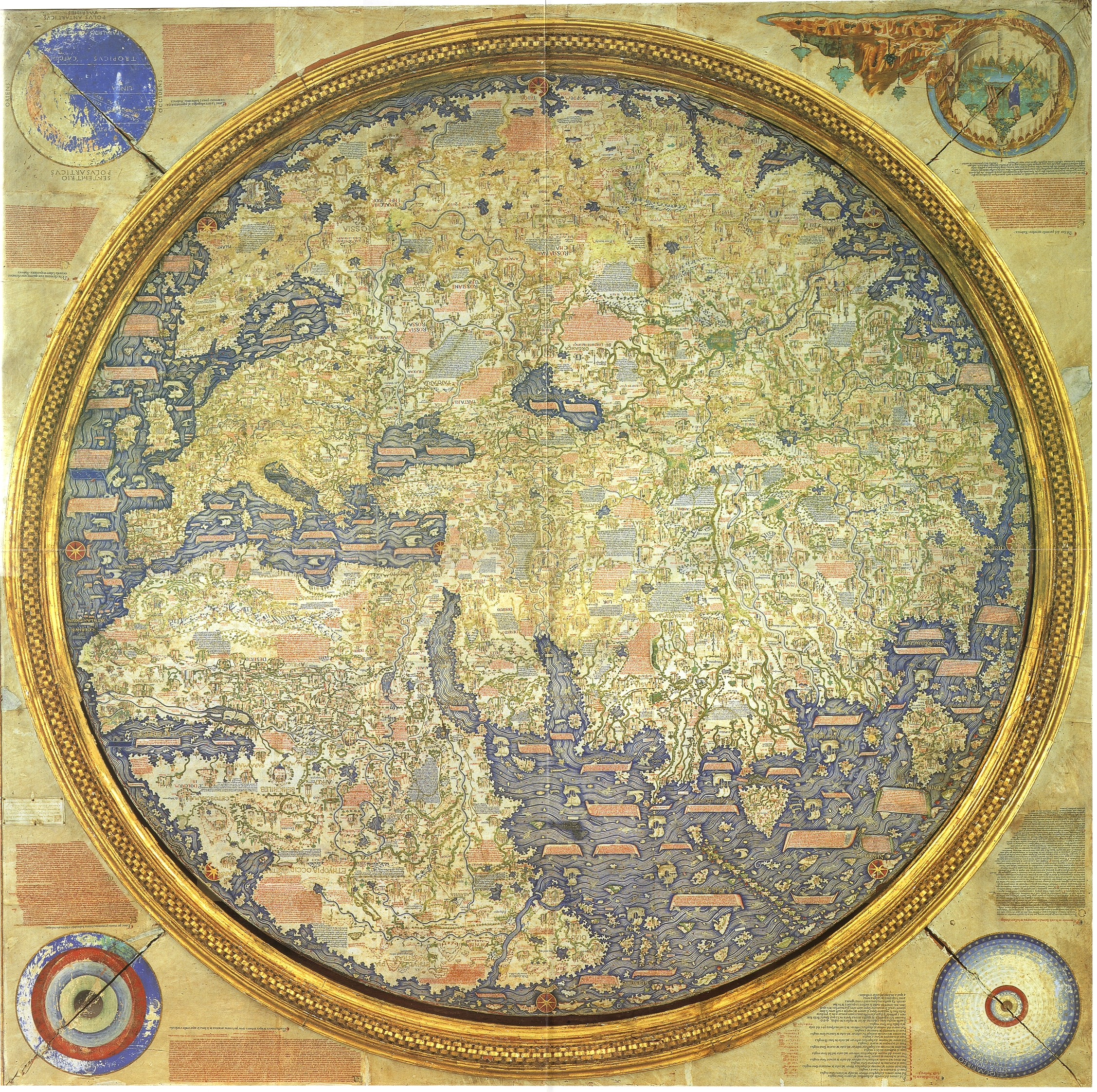
Mapa de Fra Mauro (1459).

El término Viejo Mundo se usa en Occidente para referirse a África, Asia y Europa —«Eurafrasia» o la «Isla del Mundo»—, considerada colectivamente como la parte del mundo conocida por su población antes del contacto con América, la Antártida y Oceanía (el Nuevo Mundo).

## Descripción
El Viejo Mundo consiste en aquellas partes de la Tierra que eran conocidas por las culturas euroasiáticas y africanas antes de los viajes de Cristóbal Colón: Europa, Asia, África y las islas circundantes. El término es el opuesto a Nuevo Mundo, que da a entender a América, Oceanía y la Antártida.
Aunque el interior de Asia y África no habían sido explorados por los europeos de entonces, se sabía de su existencia, hasta Japón y Sudáfrica. De esta manera, estos también son considerados Viejo Mundo. 
En acepción biológica, los organismos del Viejo Mundo son aquellos que se encuentran en Eurasia y África, mientras que los organismos del Nuevo Mundo son aquellos encontrados en América. 
La distinción entre Viejo y Nuevo Mundo también se aplica a los vinos, en la que se identifica con el primero a las regiones tradicionales que cultivan vino y a los vinos producidos allí. Los vinos del Viejo Mundo se producen a partir de vides muy cuidadas y con estándares de producción elevados. Se les aplica denominaciones de origen según el país (como Oporto, Champán o Rioja). Las técnicas de cultivo del Nuevo Mundo fueron introducidas por los inmigrantes a fines del siglo XIX y principios del siglo XX. Se utilizan marcas emblemáticas para cada país como el Tannat en Uruguay.

## Etimología
En el contexto de la arqueología y la Historia universal, el término "Viejo Mundo" incluye aquellas partes del mundo que estuvieron en contacto cultural indirecto desde la Edad del Bronce en adelante, resultando en el desarrollo paralelo de las primeras civilizaciones, principalmente en la zona templada entre, aproximadamente, los paralelos 45 y 25, en el área del Mediterráneo, Mesopotamia, Meseta iraní, Subcontinente indio y la Región de China.
Estas regiones estaban conectadas a través de la ruta comercial de la Ruta de la seda, y tienen un período de Edad del Hierro pronunciado después de la Edad del Bronce. En términos culturales, la Edad de Hierro estuvo acompañada por la llamada "Era Axial", que se refiere a desarrollos culturales, filosóficos y religiosos que finalmente condujeron al surgimiento del Occidente histórico (helenismo, "clásico"), oriental (zoroástrico y abrahámico) y lejano. Además de incluir esferas culturales orientales como el hinduismo, budismo, jainismo, confucianismo o taoísmo.

## Tema relacionado
- Nuevo Mundo